# Alianța pentru Pace și Libertate
Alianța pentru Pace și Libertate  (APL) este un partid european de extremă dreapta fondat la 4 febuarie 2015. Principalele partide membre au fost implicate în acum dispărutul Front Național European.
Partidul dorește să înființeze o rețea de mișcări naționaliste din toată Europa care să coopereze pentru a-și consolida idealurile comune. Partidul cooperează și sprijină alte grupuri naționaliste din Europa care nu sunt membre, printre care se numără și fostul membru al partidului Zorii Aurii, Flama Tricoloră, Alternative for Sweden Alternativa pentru Suedia și ELAM. Partidul este descris ca fiind neonazist de către unele ziare și neofascist de către altele.
Grupul lucrează pentru „o Europă a națiunilor suverane în care statele independente lucrează împreună pe un temei confederat” și pentru perenitate și protejarea tradițiilor europene „ancestrale”, cum ar fi tradiția creștină.

## Partide membre
| Țară           | Partid                                                                                      | Lider             | Grup politic | Parlamentul European | Camera inferioară națională | Guvern   |
| -------------- | ------------------------------------------------------------------------------------------- | ----------------- | ------------ | -------------------- | --------------------------- | -------- |
| Belgia         | Națiunea                                                                                    | Hervé Van Laethem | Nu are       | 0 / 21               | 0 / 150                     | Opoziție |
| Belgia         | Flamanzi și Identitate Vlaanderen Identitair (VLI)                                          | Rob Verreycken    | Nu are       | 0 / 21               | 0 / 150                     | Opoziție |
| Republica Cehă | Partidul Muncitorilor pentru Justiție Socială Dělnická strana sociální spravedlnosti (DSSS) | Tomáš Vandas      | Nu are       | 0 / 21               | 0 / 200                     | Opoziție |
| Franța         | Comiteturile Jeanne (Associat) Comités Jeanne (CJ)                                          | Jean-Marie Le Pen | Nu are       | 0 / 74               | 0 / 577                     | Opoziție |
| Franța         | Partidul Naționalist Francez (Associat) Parti Nationaliste Français (PNF)                   | Yvan Benedetti    | Nu are       | 0 / 74               | 0 / 577                     | Opoziție |
| Franța         | Dizidența Franceză La Dissidence Française (DF)                                             | Vincent Vauclin   | Nu are       | 0 / 74               | 0 / 577                     | Opoziție |
| Germania       | Partidul Național Democrat al Germaniei Nationaldemokratische Partei Deutschlands (NPD)     | Frank Franz       | Nu are       | 0 / 96               | 0 / 709                     | Opoziție |
| Grecia         | Uniunea Populară Patriotică Greacă Laike Ellenike Patriotike Enose (LEPEN)                  | Christos Rigas    | Nu are       | 0 / 21               | 0 / 300                     | Opoziție |
| Grecia         | Conștiința Populară Națională Ethnikí Laïkí Syneídisi (ELASIN)                              | Giannis Lagos     | Non-Inscrits | 1 / 21               | 0 / 300                     | Opoziție |
| Italia         | Noua Forță Forza Nuova (FN)                                                                 | Roberto Fiore     | Nu are       | 0 / 73               | 0 / 630                     | Opoziție |
| România        | Partidul România Unită                                                                      | Robert Bugă       | Nu are       | 0 / 32               | 0 / 136                     | Opoziție |
| România        | Noua Dreaptă                                                                                | Tudor Ionescu     | Nu are       | 0 / 32               | 0 / 136                     | Opoziție |
| Slovacia       | Partidul Popular - Slovacia Noastră Ľudová strana – Naše Slovensko (ĽSNS)                   | Marian Kotleba    | Non-Inscrits | 0 / 14               | 9 / 150                     | Opoziție |
| Spania         | Democrația Națională Democracia Nacional (DN)                                               | Pedro Chaparro    | Nu are       | 0 / 54               | 0 / 350                     | Opoziție |

## Foste partide membre
| Țară      | Partid                                         | Abr. | Lider                  | Când a părăsit AFP             |
| --------- | ---------------------------------------------- | ---- | ---------------------- | ------------------------------ |
| Danemarca | Partidul Danezilor Danish: Danskernes Parti    | DP   | Daniel Carlsen         | 2017 (partidul s-a desființat) |
| Grecia    | Zorii Aurii Greek: Χρυσή Αυγή                  | ΧΑ   | Nikolaos Michaloliakos | 2017                           |
| Suedia    | Partidul Suedezilor Swedish: Svenskarnas parti | SvP  | Stefan Jacobsson       | 2015 (partidul s-a desființat) |